# 平原

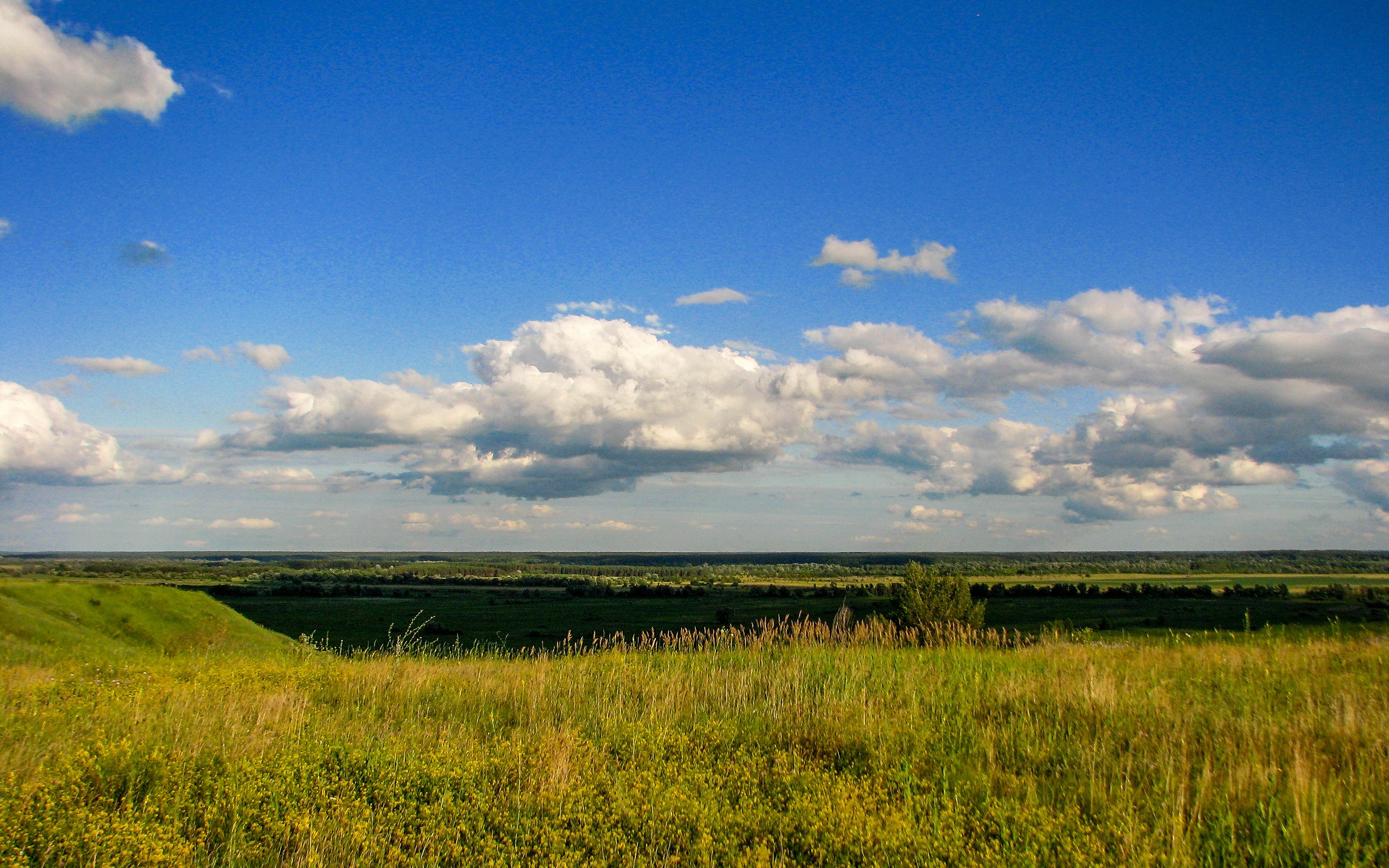
平原

平原或低平原，是一种平坦、广阔的地貌形态类型，海拔一般在200米以下，多分布在大河两岸和沿海地区。平原多是人口集中的地方。

## 成因分类
冲积平原、海蚀平原、冰碛平原、冰蚀平原、堆积平原

## 主要平原
- 按大洲区分
  - 亞洲：恆河沖積平原、美索不達米亞平原等
  - 歐洲：東歐平原（歐俄平原）、北德平原、西歐平原等
  - 非洲：尼羅河沖積平原、尼日河沖積平原等
  - 美洲：亚马遜平原（世界最大者）、北美大平原等
- 中國大陸主要的平原：東北平原（範圍最大者）、華北平原（黃淮海平原）、長江中下游平原、珠江三角洲平原等
- 香港最大的平原：元朗平原（沖積型平原）
- 日本主要的平原：關東地方關東平原，為日本的平原中，面積最大者、中部地方濃尾平原、近畿地方近畿平原等
- 臺灣主要的平原：濁水溪沖積平原（彰化平原）、嘉南平原（範圍最大者）、高屏溪沖積平原（屏東平原）、蘭陽溪沖積平原（蘭陽平原）、關渡平原、中央山脈和海岸山脈所構成的花東縱谷平原(狹長型構造平原）等